# Радиовещание в Никарагуа
Радиовещание в Никарагуа входит в число средств массовой информации Никарагуа.

## История
Создание системы радиосвязи и радиовещания (в качестве служебного средства оповещения и связи для национальной гвардии Никарагуа) началось в январе 1933 года при технической помощи США. 
15 сентября 1945 года в Никарагуа был зарегистрирован клуб радиолюбителей.
После убийства 29 сентября 1956 года Анастасио Сомоса ставший следующим президентом страны Луис Сомоса Дебайле 14 сентября 1957 года заказал в ФРГ новую автомашину - изготовленный по специальному заказу четырёхдверный лимузин Mercedes 300D Limousine 1957 (W189), дооснащённый радиотелефоном, сиреной и установленной на переднем бампере синей фарой, выполнявшей функции спецсигнала. 2 марта 1958 года машина была доставлена в Никарагуа, получила регистрационный номер "1" и стала президентским автомобилем (до продажи в 1977 году).
22 марта 1963 года активисты СФНО захватили радиостанцию "Radio Mundial" в Манагуа и передали в эфир воззвание с протестом против встречи президента США Дж. Кеннеди с главами центральноамериканских государств. 
В 1971 году в стране действовали свыше 70 радиостанций, наиболее крупными являлись «Radiodifusora Nacional» (правительственная станция), «Радио Манагуа» (столичная станция, принадлежавшая семейству Сомоса), а также частная станция «Radio Mundial». Для обеспечения функционирования радио и телевидения была создана правительственная служба - Управление национального радио и телевидения, офис которой находился в Манагуа.
В ходе землетрясения 23 декабря 1972 года город серьёзно пострадал - большинство зданий было разрушено, вышли из строя система электроснабжения и водопровод, возникли очаги возгорания - но имевшая автономный источник электричества столичная радиостанция уцелела и вскоре возобновила работу. 
В июне 1978 года начала вещание нелегальная радиостанция СФНО - «Радио Сандино» (изначально представлявшая собой коротковолновый радиопередатчик марки «Collins» с блоком питания и магнитофоном, которые перемещали на мулах). 17 июня 1979 года «Радио Сандино» объявило о создании Временного правительства национального возрождения.
После победы Сандинистской революции летом 1979 года принадлежавшие семейству Сомоса активы были национализированы, и «Радио Сандино» (официальное радио СФНО) начало работу в столице. Осенью 1979 года было создано правительственное информационное агентство - "Nueva Nicaragua".
Новое правительство объявило 1980 год годом ликвидации неграмотности, и возможности радио были задействованы в кампании по ликвидации неграмотности (министерством культуры Никарагуа было создано «Радио Гуэгуэнсе», которое транслировало образовательно-культурные программы).
В начале 1980-х годов в стране действовали 54 радиостанции (в том числе, одна правительственная радиостанция "La Voz de Nicaragua" и одна официальная радиостанция СФНО - «Радио Сандино»).
После начала войны с "контрас" активизировалось радиовещание на Никарагуа нелегальных радиопередатчиков "контрас" из приграничных с Никарагуа районов Гондураса и Коста-Рики, также пропагандистские выступления лидеров "контрас" начали транслировать коммерческие радиостанции Гондураса, Коста-Рики, Сальвадора и США.
С начала 1987 года интенсивность радиопропаганды "контрас" на Никарагуа значительно увеличилась. К началу августа 1987 года пропагандистское вещание на Никарагуа вели 44 радиопередатчика.
В 1987 году при технической помощи СССР началось строительство средневолновой радиостанции в городе Эстели.
В конце 1980-х годов в стране действовали 50 радиостанций (из них 20 государственных и общественных радиостанций, а остальные - частные).
В начале 1990-х годов в стране действовали более 50 радиостанций.